# Stazione di Tsukamoto
La stazione di Tsukamoto (塚本駅?, Tsukamoto-eki) è una stazione ferroviaria di Osaka, nella prefettura omonima. Si trova sulla linea JR Kōbe, sezione della linea principale Tōkaidō ed è servita anche dai treni locali della JR Takarazuka. La stazione è dotata di 4 binari, di cui i due più esterni utilizzati per il passaggio dei treni che non fermano, e i due interni per quelli che effettuano servizio viaggiatori. Presso la stazione si trova un triangolo di regresso per portare i treni al deposito di Miyahara.